# Aurelio Galli
 Aurelio Kardinal Galli  (* 26. Februar 1866 in Frascati, Kirchenstaat; † 26. März 1929 in Rom) war ein italienischer Kurienkardinal.

## Leben
Aurelio Galli studierte an der Päpstlichen Universität Gregoriana die Fächer Katholische Theologie und Philosophie. Er empfing am 2. April 1889 das Sakrament der Priesterweihe und trat nach weiterführenden Studien in den Verwaltungsdienst des Vatikans ein. Von 1893 bis 1899 arbeitete er in der Abteilung für außerordentliche kirchliche Angelegenheiten, in den Jahren 1899 bis 1903 war er Mitarbeiter im Sekretariat für lateinischsprachige Korrespondenz, das er von 1903 bis 1908 leitete. 1903 trug er wesentliche Verantwortung für die Planung und Durchführung der Begräbnisfeierlichkeiten von Papst Leo XIII. 1908 ernannte ihn Papst Pius X. zum Kanoniker der Lateranbasilika und Apostolischen Protonotar, 1911 bestimmte er Aurelio Galli zum Sekretär für die Korrespondenz zwischen dem Heiligen Stuhl und den Königshäusern.
Papst Pius XI. nahm ihn 1923 als Kardinaldiakon mit der Titeldiakonie Sant’Angelo in Pescheria in das Kardinalskollegium auf. Aurelio Galli starb am 26. März 1929 in Rom an den Folgen eines Schlaganfalls und wurde zunächst auf dem Campo Verano beigesetzt. Am ersten Jahrestag seines Todes wurde er in die Kathedrale von Frascati umgebettet.